# Austria en los Juegos Olímpicos de San Luis 1904
Austria estuvo representada en los Juegos Olímpicos de San Luis 1904 por un total de 2 deportistas que compitieron en 2 deportes.  

## Medallistas
El equipo olímpico austríaco obtuvo las siguientes medallas:
| Nombre     | Deporte  | Competición        |
| ---------- | -------- | ------------------ |
| Oro        |          |                    |
| —          |          |                    |
| Plata      |          |                    |
| —          |          |                    |
| Bronce     |          |                    |
| Otto Wahle | Natación | 440 yardas libre M |